# Lasiurus cinereus
Espèce
Statut de conservation UICN

 LC  : Préoccupation mineure

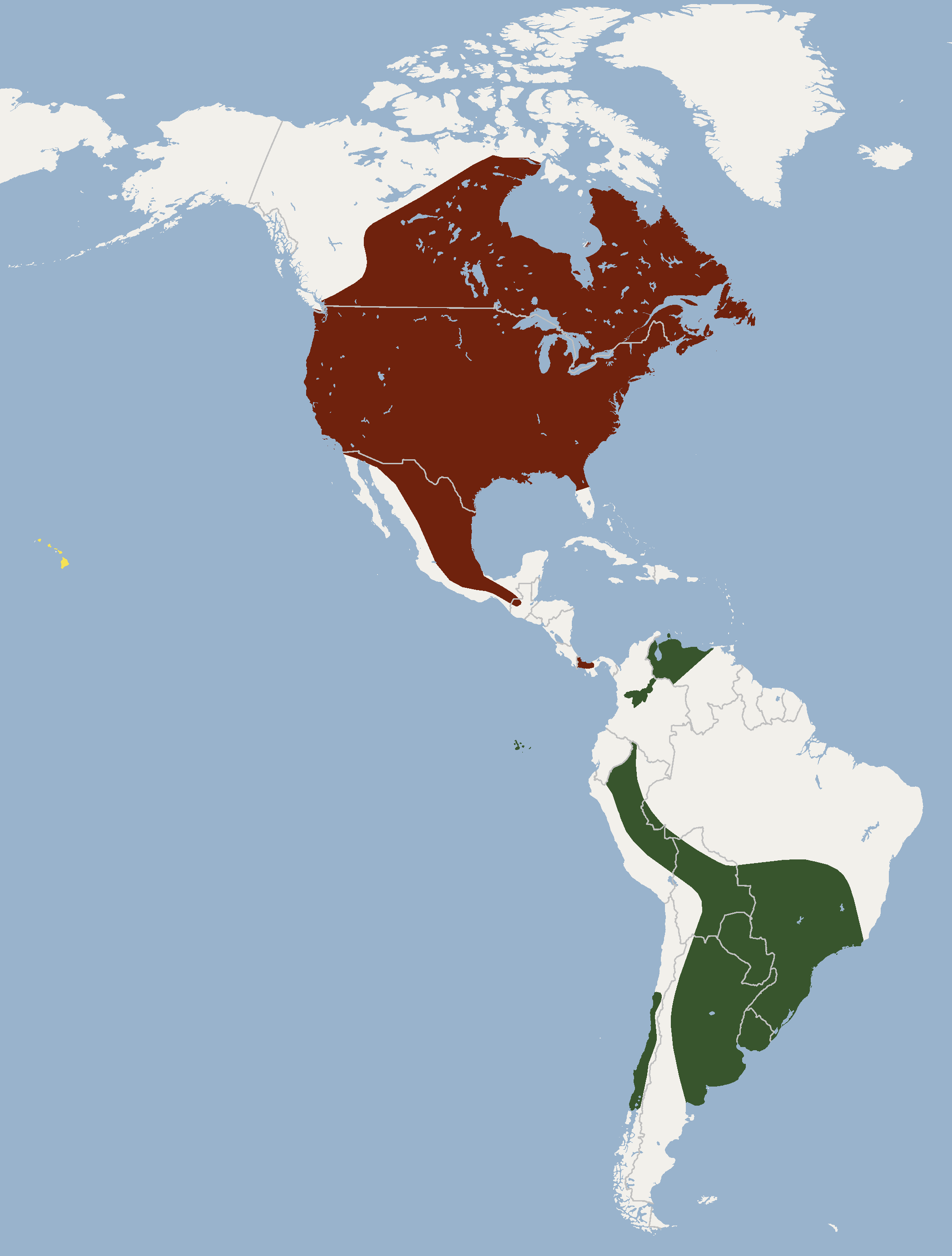
Les régions cette espèce de Chauve-souris vie.

La Chauve-souris cendrée (Lasiurus cinereus) est une espèce de chauves-souris présente en Amérique du Nord et du Sud avec des populations isolées sur les îles de Hawaï et le Galápagos